# William George Mensah Brandful
William George Mensah Brandful es un diplomático ghanés retirado.
- William George Mensah Brandful es hijo de Essie Essilfua Bradful (*21 de febrero de 1925 † 12 de mayo de 2012) y de William George Mensah Brandful (* 05 de junio de 1915  † 04 de mayo de 1994).
- En mayo de 1977 entró al servicio de la exterior.
- De 1988 a 1992 fue empleado en la embajada en Cotonú (Benín).
- De 1996 a 2000 fue empleado en la embajada en Bonn (Alemania).
- De octubre de 2000 a septiembre de 2002 fue Jefe de Protocolo.
- De octubre de 2002 a octubre de 2006 fue Ministro plenipotenciario y embajador adjunto en Bamako ( Mali)
- De noviembre de 2006 a octubre de 2008 fue Supervisor de la dirección, de Planificación de Políticas, Investigación y Monitoreo.
- De octubre de 2008 a mayo de 2011 fue el Alto Comisionado en Lusaka (Zambia).
- Después del Accidente nuclear de Fukushima I, en mayo de 2011 John Evans Atta Mills le designó embajador en Japón.
- Del 16 de junio de 2011 a 31 de diciembre de 2012 fue embajador con residencia en Tokio comisionado como Alto Comisionado en Singapur.[1]
- En septiembre de 2012, cuando la fecha de retiro para el embajador había sido anunciada el 31 de diciembre de 2012, optó por aceptar la oferta del grupo Mizutani de potenciales inversores en Ghana, introducido por primera vez al Embajador en marzo de 2012, de un espacio patrocinado para ser utilizado como una oficina privada, después de la jubilación, el trabajo con el grupo. Brandful firmó el contrato de aquillaje del grupo inmobiliario Sakae Dori Maruzen Co. Ltd. en su nombre privado, con su identificación diplomática.[2]